# A fool never learns
A fool never learns is een nummer dat Sonny Curtis in 1963 schreef voor Andy Williams.
Williams bracht het nummer aan het begin van 1964 uit op single. In de VS en Europa verscheen het op de A-kant van een single, met Charade op de B-kant. In Canada stond het op de B-kant met Charade op de A-kant. In dat jaar verscheen A fool never learns ook op de elpee The wonderful world of Andy Williams. De single kwam op nummer 13 van de Billboard Top 100 en op nummer 40 van de Britse Singles Chart. In Nederland (uitgebracht door CBS Records) en België was er geen hitnotering.
Curtis speelde zelf in The Crickets, de begeleidingsband van Buddy Holly. In 1964 legden The Crickets het lied zelf vast. Verder zetten The Crickets het nummer in 1995 op hun verzamelalbum A collection; California sun - She loves you.
Het nummer werd in de VS ook door verschillende andere artiesten vertolkt. Verder zette de Nederlandse band The Cats het nummer in 1965 op de B-kant van Ave Maria no morro, een van de eerste drie singles van band bij het label Durlaphone. Het nummer verscheen pas jaren later op de verzamelalbums Collectors classics (1972), The Cats 100 (2008) en A & B sides 1964-1974 (2016).